# カンバーランド (メリーランド州)
カンバーランド（英: Cumberland）は、アメリカ合衆国メリーランド州の都市。アリゲイニー郡の郡庁所在地である。人口は1万9076人（2020年）。カンバーランド都市圏の中核である。メリーランド州西部とウェストバージニア州ポトマック高原の事業と商業の中心であり、西部への入口になっている。
カンバーランドはかつてメリーランド州で2番目に大きな都市だったので、「女王の都市」と呼ばれてきた。「南部が始まる所」とも呼ばれることが多い。戦略的な位置にあるので、1800年代前半を通じて西への移民の道に進むために、準備を行い出発する地点となり、アメリカ独立戦争後にオハイオ領土やルイジアナ買収地への入植を可能にしてきた。カンバーランド大都市圏は国内でも最貧クラスの都市圏であり、一人当たり年間収入では318都市圏のうちの第305位である。

## 歴史
カンバーランドの名前はイギリス王ジョージ2世の息子カンバーランド公プリンス・ウィリアムから名付けられた。フレンチ・インディアン戦争のときにイギリス軍エドワード・ブラドック将軍が、フランス軍の要塞デュケーヌ砦（現在のピッツバーグがある場所）を攻撃するために出発した場所であるカンバーランド砦があった場所に町が建設された。
やはりフレンチ・インディアン戦争のときに、ジョージ・ワシントン大佐の前進基地でもあり、最初の作戦本部が築かれた。ワシントンは1794年に大統領としてこの地に戻り、ウィスキー税反乱を鎮めるために集められた軍隊を閲兵した。

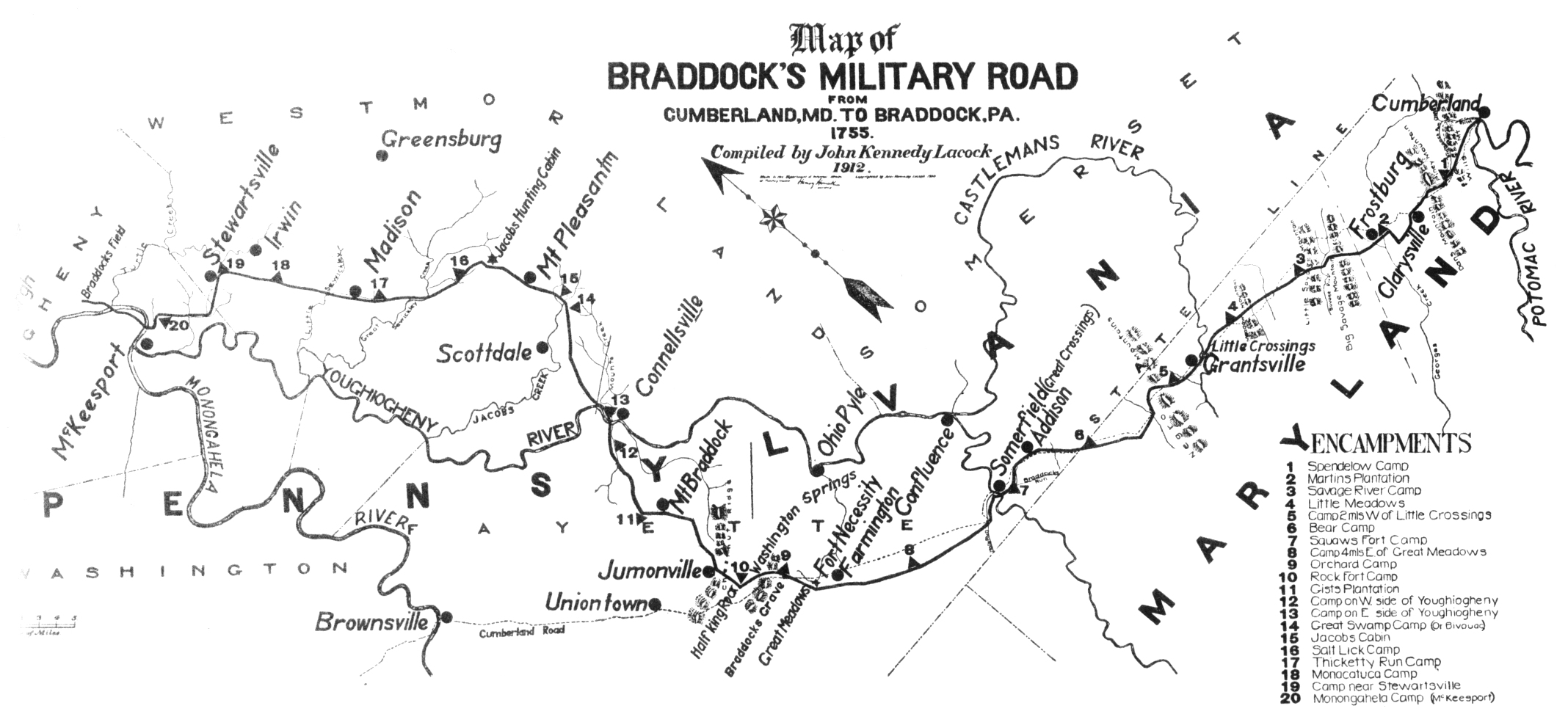
ブラドックの軍事道路図

19世紀のカンバーランドは道路、鉄道、運河の重要な結節点であり、メリーランド州で2番目に大きな都市である時期もあった（港湾都市のボルチモアに次ぐ都市であり、そのことから「女王の都市」というニックネームがついた）。周辺の丘陵からは、石炭、鉄鉱石、木材が産出され、産業革命を加速させた。さらに硝子、醸造、繊維、ブリキ板を製造して工業地帯の中心になった。しかし、第二次世界大戦後、工業での重要さがほとんど失われ始め、人口は1940年の39,483人から現在の22,000人足らずまで減少した。

## 地理
カンバーランドはアパラチア山脈のリッジ・アンド・バレー地形の中にあって、座標では北緯39度38分52秒 西経78度45分46秒 / 北緯39.647687度 西経78.762869度 (39.647687, −78.762869)、ポトマック川の北支流とウィルス・クリークが合流する地点に位置している。州間高速道路68号線が市内を東西に走り、アメリカ国道40号線代替路や旧ナショナル道路（カンバーランド道路）も同様である。アメリカ国道220号線は南北に走っている。市内の土地の大半は2つの河川が合流することで生まれたバレーの中にある。ウィルス山、ヘイスタック山、シュライバー尾根の一部も市域内にある。

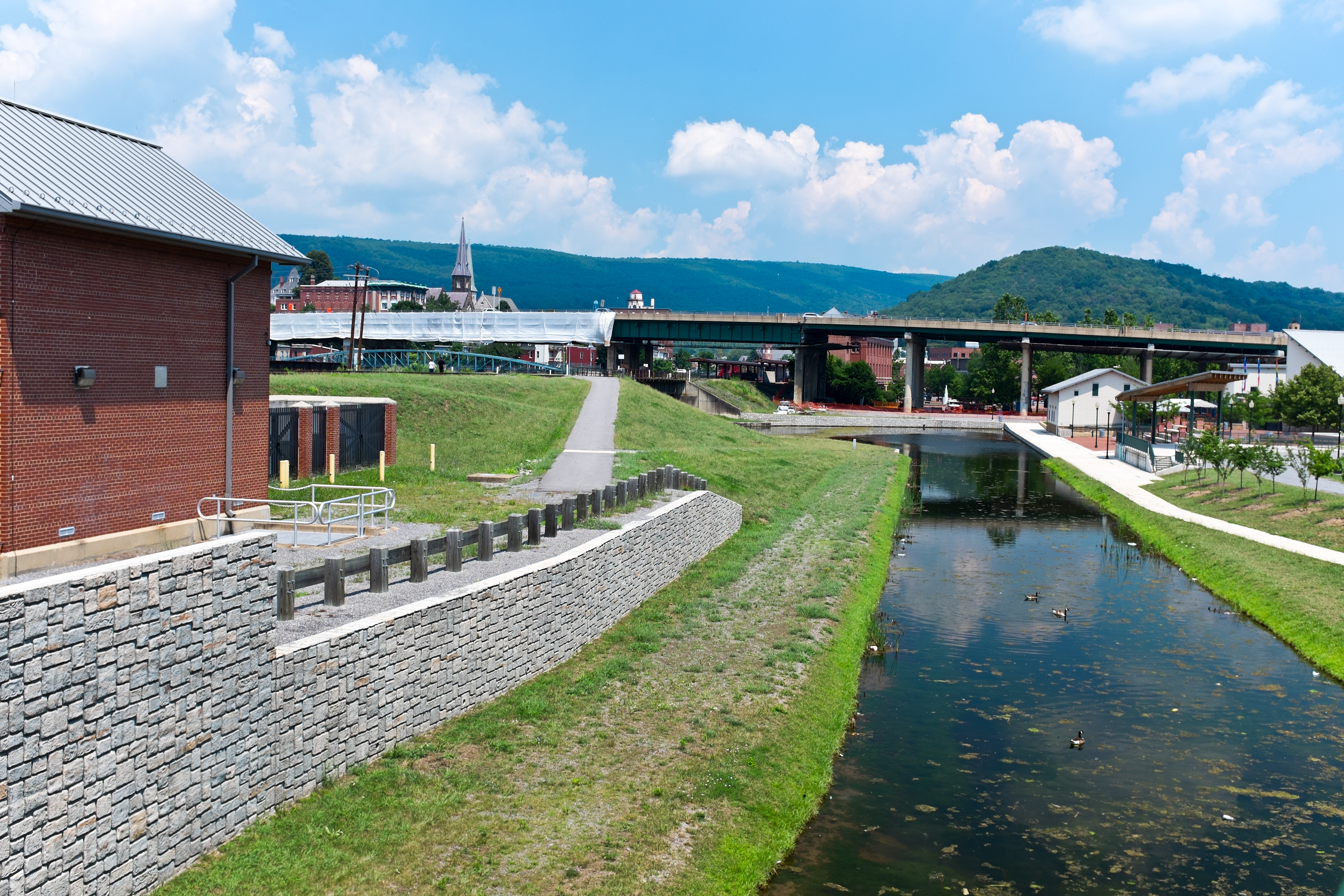
チェサピーク・アンド・オハイオ運河の終点。高架橋は州間高速道路68号線のもの。運河博物館は橋の背後の煉瓦造り建物

廃棄されたチェサピーク・アンド・オハイオ運河、現在はチェサピーク・アンド・オハイオ運河国定歴史公園はその西端がカンバーランドにある。この運河の曳舟道は現在も維持されており、徒歩や自転車でカンバーランドからワシントンD.C.の間、距離にして約185マイル (298 km) を通行できる。近年、グレート・アリゲイニー・パッセージと呼ばれる別の道が開発され、ピッツバーグをその西端とすることになる。この合わせて300マイル以上の道の中でピッツバーグとワシントンD.C.を除けば、カンバーランドが唯一人口2万人以上の都市になる。
アメリカ合衆国国勢調査局に拠れば、市域全面積は10.15平方マイル (26.29 km2)であり、このうち陸地10.08平方マイル (26.11 km2)、水域は0.07平方マイル (0.18 km2)で水域率は0.68%である。
カンバーランドはカンバーランド道路の始点であり、その名前の元になった。この道路は1811年に始まって西のオハイオ川ホイーリングまで伸ばされたものであり、最終的にオハイオ州、インディアナ州、イリノイ州まで伸びたナショナル道路の最初の部分だった。

### カンバーランド・ナローズ

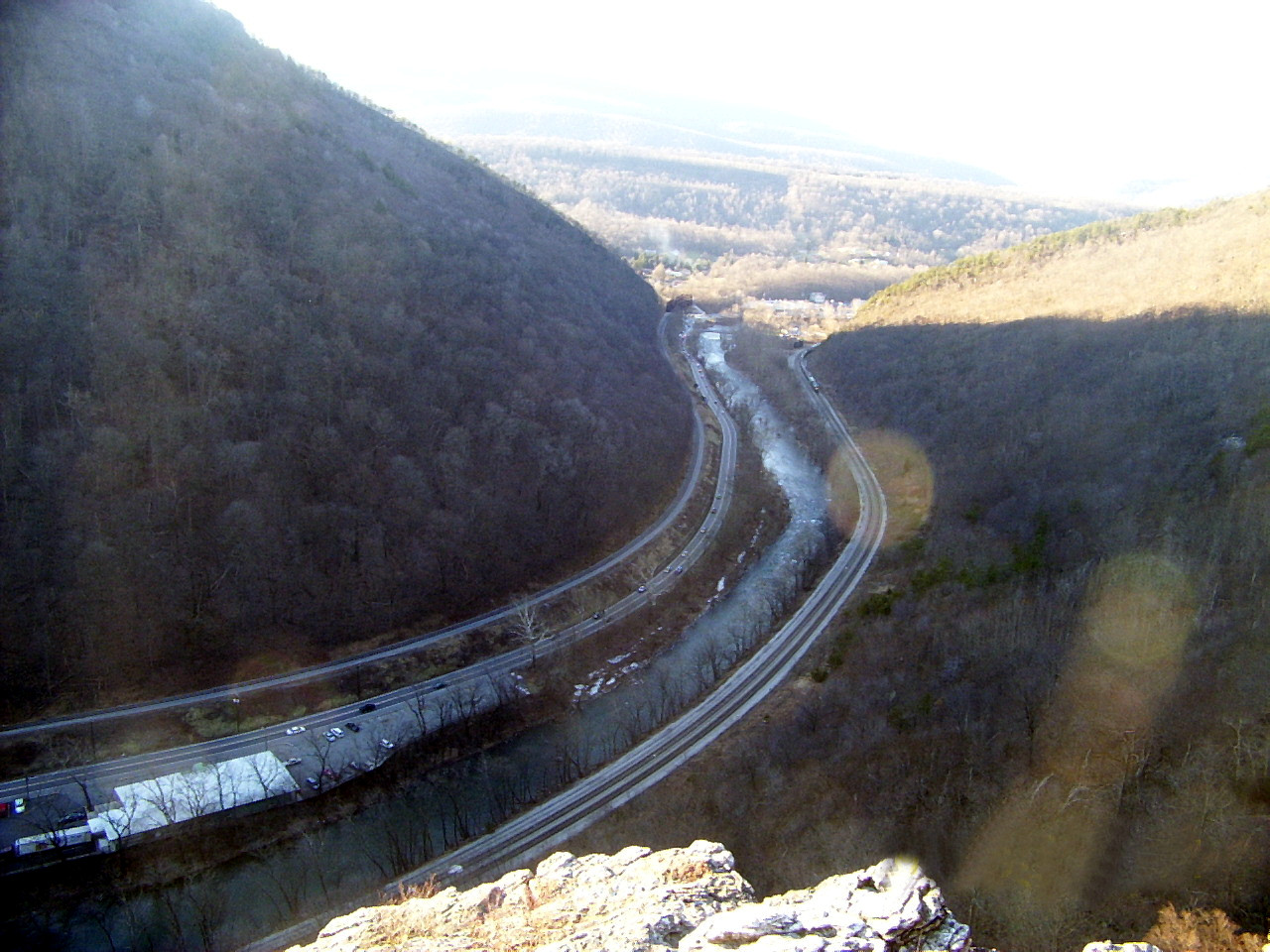
カンバーランド・ナローズ、カンバーランド市の西、ウィルス・クリーク沿いにある。左はヘイスタック山、右はウィルス山。岩がちなウィルス山背斜をこの水路を使って容易に超えることができた。ウェスタン・メリーランド景観鉄道（左）、旧ナショナル道路（アメリカ国道40号線代替路、中央、クリークの左）、CSXトランスポーテーション線（右）が通る

カンバーランド市はカンバーランド・ナローズの東側入口に位置している。これはウィルス・クリーク沿いの水路であり、北のウィルス山と南のヘイスタック山の間の低い標高で、ウィルス山背斜の中央尾根を抜けている。2つの山のタスカローラ層珪岩キャップロックでできた崖と崖錐がナローズの中でも目立っている。これら地質的性状がカンバーランドの西に2つの山の背景とそれらの狭い隙間という景観を与えている。
カンバーランド・ナローズはカンバーランド市から西のアパラチア高原とオハイオ川バレーに進む入口になっている。旧ナショナル道路、現在のアメリカ国道40号線代替路がナローズを抜け、また元ボルチモア・アンド・オハイオ鉄道の本線、現在はCSXトランスポーテーション線の一部になっている線が通り、さらに元ウェスタン・メリーランド鉄道線、現在は蒸気機関とディーゼル機関によるウェスタン・メリーランド景観鉄道の観光列車も運行されている。
カンバーランド・ナローズのウィルス山南端に露出する岩は、ラバーズリープと呼ばれている。

### 気候
カンバーランドは、温暖湿潤気候（ケッペンの気候区分 Cfa）から湿潤大陸性気候（Dfa）への遷移が始まる所にあり、メリーランド州の中部や東部よりも気温が著しく低くなることがある。その多くは低気圧夜間低温という形態である。四季がはっきりしており、暑く湿気た夏と温暖な冬がある。周辺の町に比較すると冬は温暖であり、雪も少ない。月別日間平均気温は1月31.9°F (-0.1 ℃) のから7月の76.8°F (24.9 ℃) まで変化する。気温が90°F (32 ℃) を超えるのは年間34.5日、冬に10°F (-12 ℃) を下回るのは年間7日ある。年間平均降雪量は30.3インチ (77 cm) である。過去最高気温は1936年7月と1918年8月に記録された1098°F (43 ℃) であり、どちらも州内最高記録になっている。過去最低気温は1899年2月に記録された-178°F (-27 ℃) である。 
| カンバーランド（1981年-2010年平均）の気候 | カンバーランド（1981年-2010年平均）の気候 | カンバーランド（1981年-2010年平均）の気候 | カンバーランド（1981年-2010年平均）の気候 | カンバーランド（1981年-2010年平均）の気候 | カンバーランド（1981年-2010年平均）の気候 | カンバーランド（1981年-2010年平均）の気候 | カンバーランド（1981年-2010年平均）の気候 | カンバーランド（1981年-2010年平均）の気候 | カンバーランド（1981年-2010年平均）の気候 | カンバーランド（1981年-2010年平均）の気候 | カンバーランド（1981年-2010年平均）の気候 | カンバーランド（1981年-2010年平均）の気候 | カンバーランド（1981年-2010年平均）の気候 |
| 月                                        | 1月                                       | 2月                                       | 3月                                       | 4月                                       | 5月                                       | 6月                                       | 7月                                       | 8月                                       | 9月                                       | 10月                                      | 11月                                      | 12月                                      | 年                                        |
| ----------------------------------------- | ----------------------------------------- | ----------------------------------------- | ----------------------------------------- | ----------------------------------------- | ----------------------------------------- | ----------------------------------------- | ----------------------------------------- | ----------------------------------------- | ----------------------------------------- | ----------------------------------------- | ----------------------------------------- | ----------------------------------------- | ----------------------------------------- |
| 平均最高気温 °F （°C）                    | 41.4 (5.2)                                | 45.6 (7.6)                                | 55.8 (13.2)                               | 68.0 (20)                                 | 76.5 (24.7)                               | 84.7 (29.3)                               | 88.7 (31.5)                               | 87.5 (30.8)                               | 80.0 (26.7)                               | 69.0 (20.6)                               | 56.6 (13.7)                               | 44.7 (7.1)                                | 66.6 (19.2)                               |
| 平均最低気温 °F （°C）                    | 22.4 (−5.3)                               | 23.9 (−4.5)                               | 31.6 (−0.2)                               | 41.1 (5.1)                                | 51.1 (10.6)                               | 60.4 (15.8)                               | 64.8 (18.2)                               | 63.3 (17.4)                               | 54.8 (12.7)                               | 43.0 (6.1)                                | 34.2 (1.2)                                | 26.5 (−3.1)                               | 43.2 (6.2)                                |
| 降水量 inch （mm）                        | 2.66 (67.6)                               | 2.37 (60.2)                               | 3.37 (85.6)                               | 3.30 (83.8)                               | 4.02 (102.1)                              | 3.28 (83.3)                               | 3.56 (90.4)                               | 3.17 (80.5)                               | 3.23 (82)                                 | 2.57 (65.3)                               | 2.98 (75.7)                               | 2.85 (72.4)                               | 37.36 (948.9)                             |
| 降雪量 inch （cm）                        | 10.2 (25.9)                               | 8.3 (21.1)                                | 5.3 (13.5)                                | .2 (0.5)                                  | 0 (0)                                     | 0 (0)                                     | 0 (0)                                     | 0 (0)                                     | 0 (0)                                     | 0 (0)                                     | .9 (2.3)                                  | 5.4 (13.7)                                | 30.3 (77)                                 |
| 平均降水日数 （≥0.01 in）                 | 11.6                                      | 9.9                                       | 11.2                                      | 11.6                                      | 13.3                                      | 11.1                                      | 10.6                                      | 9.5                                       | 9.2                                       | 8.6                                       | 9.6                                       | 10.6                                      | 126.8                                     |
| 平均降雪日数 （≥0.1 in）                  | 3.7                                       | 3.1                                       | 2.0                                       | .1                                        | 0                                         | 0                                         | 0                                         | 0                                         | 0                                         | 0                                         | .4                                        | 1.9                                       | 11.2                                      |
| 出典：NOAA                                |                                           |                                           |                                           |                                           |                                           |                                           |                                           |                                           |                                           |                                           |                                           |                                           |                                           |

## 政治
カンバーランド市では投票の際に民主党を選ぶ傾向にあるが、政治そのものはブルードッグ民主党、すなわち概して保守的であり、社会問題については中道である。アリゲイニー郡全体では共和党支持が強い。

## 人口動態
収入と家計
- 収入の中央値
  - 世帯: 25,142米ドル
  - 家族: 34,500米ドル
  - 性別
    - 男性: 29,484米ドル
    - 女性: 20,004米ドル
- 人口1人あたり収入: 15,813米ドル
- 貧困線以下
  - 対人口: 19.8%
  - 対家族数: 15.3%
  - 18歳未満: 29.4%
  - 65歳以上: 10.3%

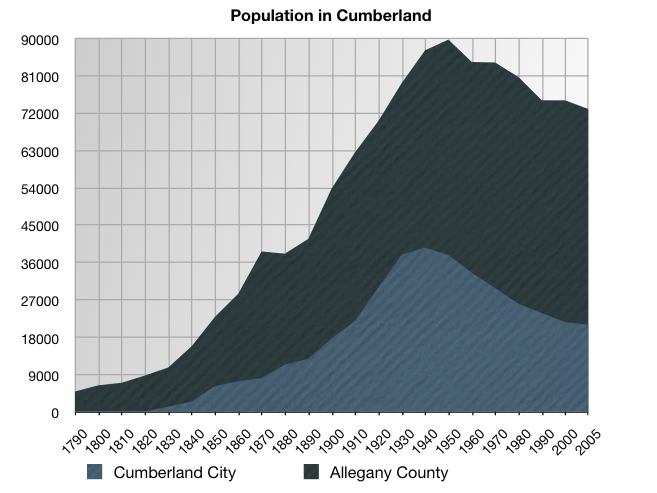
カンバーランド市とアリゲイニー郡の人口推移

人口1人あたり収入では、カンバーランド大都市圏は全国318都市圏中第305位である。
2007年の雑誌フォーブスでは、住居費、光熱費、交通費などの費目を評価した生活費で、国内の低い方から第6位にカンバーランド大都市圏を位置づけていた。
2007年、「ボルチモア・サン」紙によると、全米不動産協会による住宅価格では、国内の大半で動きがないにも拘わらず、カンバーランドでは17%以上上昇して、国内最大の増加率となっていた。
2007年7月、「ワシントン・ポスト」紙の記者ステファニー・カバノーが、カンバーランド市における生活の質が高いことで、この地域に多くの都会指向者を惹き付けていると記していた。
1950年から1990年にかけて人口が減少したのは、一連の工場閉鎖によるものだった。労働組合の要求に合わせられず、あるいは合わせようとせずに、ピッツバーグ板硝子、アリゲイニー・ミューニション・アンド・セラニーズのような工場が閉鎖され、移転していった。1987年にケリー・スプリングフィールド・タイヤ・プラントが閉鎖されたことが、市域内では最後の大型工場閉鎖になった。
1990年以降も市の人口は減り続けており、2010年の人口20,859 人は、1900年以来の最小となっている。

### 2010年国勢調査
以下は2010年の国勢調査による人口統計データである。
| 基礎データ - 人口: 20,859 人 - 世帯数: 9,223 世帯 - 家族数: 4,982 家族 - 人口密度: 799.0人/km2（2,069.3人/mi2） - 住居数: 10,914 軒 - 住居密度: 418.0軒/km2（1,082.7軒/mi2） 人種別人口構成 - 白人: 89.4% - アフリカン・アメリカン: 6.4% - ネイティブ・アメリカン: 0.2% - アジア人: 0.9% - 太平洋諸島系: 0.1% - その他の人種: 0.3% - 混血: 2.8% - ヒスパニック・ラテン系: 1.2% | 年齢別人口構成 - 18歳未満: 20.9% - 18-24歳: 10.2% - 25-44歳: 23.1% - 45-64歳: 26.2% - 65歳以上: 19.6% - 年齢の中央値: 41歳 - 性比（女性100人あたり男性の人口） - 総人口: 88.7 世帯と家族（対世帯数） - 18歳未満の子供がいる: 25.9% - 結婚・同居している夫婦: 34.0% - 未婚・離婚・死別女性が世帯主: 15.1% - 非家族世帯: 46.0% - 単身世帯: 38.9% - 65歳以上の老人1人暮らし: 18.1% - 平均構成人数 - 世帯: 2.19人 - 家族: 2.89人 |

## 見どころ

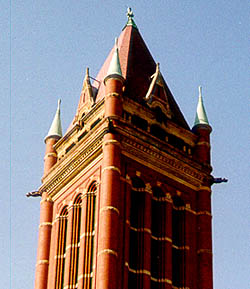
アリゲイニー郡庁舎

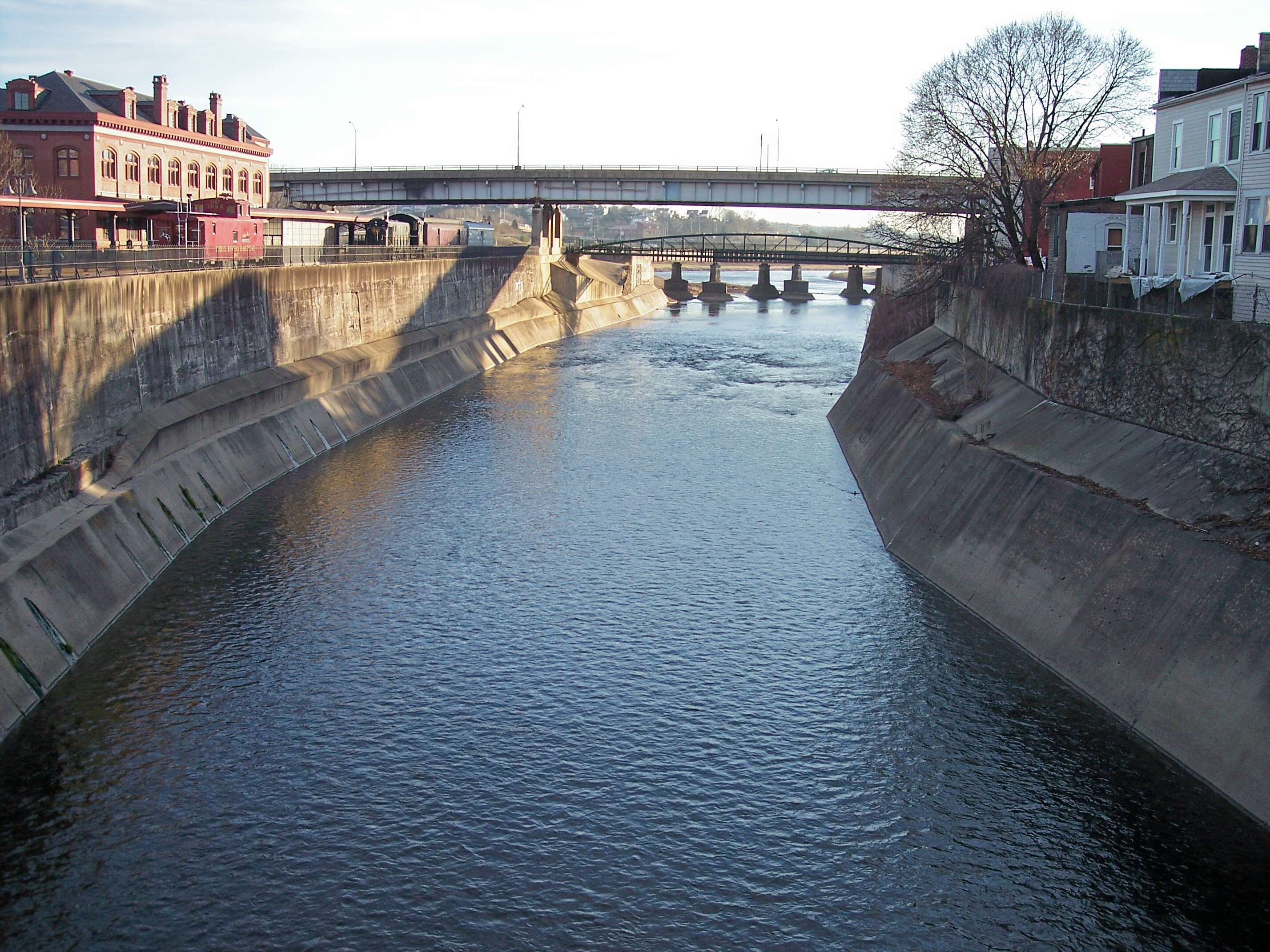
ウィルス・クリーク

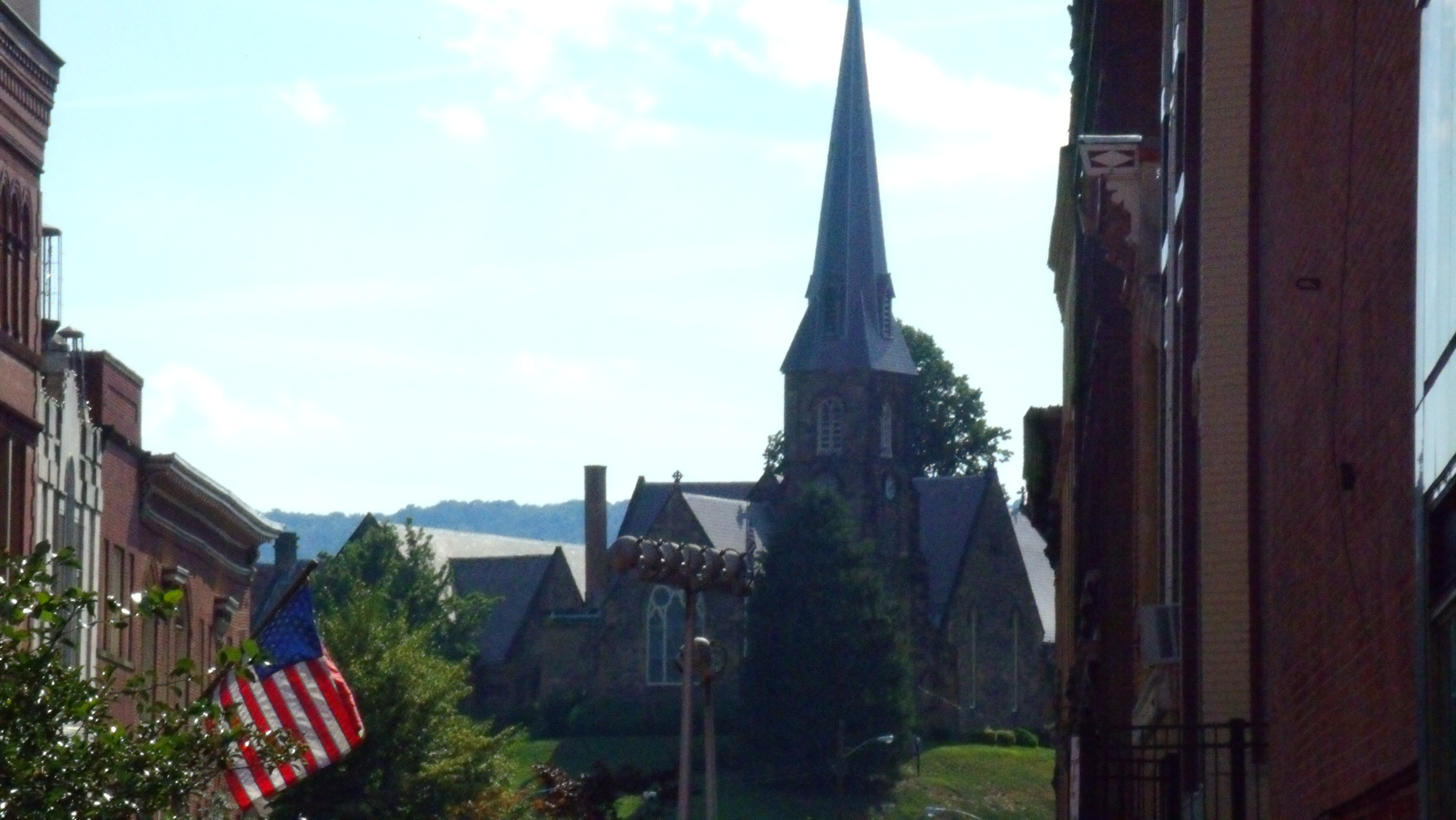
カンバーランド市中心街

カンバーランド市内で建築的に重要な家屋群がワシントン通り歴史地区にある。市が経済的に最盛期にあったときに特権階級の住宅街と見なされ、チェサピーク・アンド・オハイオ運河の社長など、地域の指導層が居を構えた。重要な公共建造物としては、アリゲイニー郡庁舎、アリゲイニー郡図書館があり、またカンバーランド砦があった場所にエマヌエル聖公会教会がある。これは1850年に建設され、大きなティファニー窓3個があるゴシック復古調の建築であり、砦のトンネルや弾薬庫に使った地下室が残されている。
アリゲイニー郡庁舎は市内のスカイラインを決める大きな要素である。1893年に地元建築家ライト・バトラーが設計した。クイーン・シティ・ホテルは1870年代にボルチモア・アンド・オハイオ鉄道が建設した。これを保存するための運動が行われたが、1972年に解体された。1865年にゴシック復古調で建設されたテンプル・ビーア・チェイムズは、国内に残っている最古クラスのシナゴーグである。
その他にも、ウェスタン・メリーランド景観鉄道、チェサピーク・アンド・オハイオ運河国定歴史公園のキャナルプレース・ターミナル、チェサピーク・アンド・オハイオ運河国定歴史公園、アリゲイニー高原トレイル・オブ・メリーランド、アリゲイニー芸術委員会、ロッキーギャップ州立公園、ウィルス・クリークやアメリカ国道40号線代替路に沿ったカンバーランド・ナローズ、ニュー・エンバシー劇場、クイーン・シティ・クリーマリーなどが著名である。トラベル・チャンネルに拠れば、クイーン・シティ・クリーマリーでは「メリーランド州最良の凍ったカスタード」が得られると書かれている。

## 教育
アリゲイニー郡公共教育学区の事務所が市内にある。公立高校はアリゲイニー高校とフォートヒル高校の2校、私立学校はビショップ・ウォルシュ学校とカルバリー・クリスチャン・アカデミーがあり、そのhか小学校が2校ある。約39,000人の住人がアリゲイニー郡図書館のカードを保有しており、ワシントン通り図書館やラバル公共図書館などを利用している。

## ユーティリティ
上下水道は市の事業である。取水域は北のペンシルベニア州内にある。市内にあるゴードン湖とクーン湖からも水が取られる。電力はファーストエナジーの事業部であるポトマック・エディソン社が供給しており、天然ガスはコロンビア・ガス・オブ・メリーランドが供給している。カンバーランド・ナローズのフルートボウルに近い所から原油を汲み出す油井が動いている時期があった。病院としては、ウェスタン・メリーランド地域医療センターやトマス・B・ファイナン・センターなどがある。

## 交通
カンバーランド市の主要公共交通はアリゲイニー郡トランジットが運行するバス便である。市内各所の公共機関に行くことのできる5路線が運行されている。幹線道路としては州間高速道路68号線、アメリカ国道40号線、同220号線がある。
全国的な旅客輸送鉄道であるアムトラックが都市間輸送を担当しており、ワシントンD.C.のユニオン駅とシカゴのユニオン駅を結ぶ「キャピトル・リミテッド」列車がカンバーランド市を通っている。市内のアムトラック駅は中心街のクイーン・シティ・ドライブとイースト・ハリソン通り角にある。ウェスタン・メリーランド景観鉄道がカンバーランドからフロストバーグまで蒸気機関車とディーゼル機関車による観光列車を往復させている。グレーター・カンバーランド地域空港（CBE）はウェストバージニア州内のポトマック川南岸にあり、地方航空便に対応している。さらにメキシコ・ファームズ空港（1W3）が市内にある。

## メディア
「カンバーランド・タイムズ・ニューズ」が地域の日刊紙である。近年「アリゲイニー・マガジン」が発刊された。ケーブルテレビによって、全国系列テレビ放送を受信できる。

## 姉妹都市
- エストニア、レーネ＝ヴィル県、タパ
- エストニア, ヴィリャンディ[15]